# سالتزا ایرپینا
سالتزا ایرپینا (به ایتالیایی: Salza Irpina) یک کومونه در ایتالیا است که در استان آولینو واقع شده‌است. سالتزا ایرپینا ۴ کیلومتر مربع مساحت و ۷۹۸ نفر جمعیت دارد و ۵۴۷ متر بالاتر از سطح دریا واقع شده‌است.